# Saxifraga blavii
Saxifraga blavii là một loài thực vật có hoa trong họ Saxifragaceae. Loài này được (Engl.) Beck miêu tả khoa học đầu tiên năm 1887.